# Renzo Minoli
Renzo Minoli (Milánó, 1904. május 6. – Milánó, 1965. április 18.) olimpiai és világbajnok olasz párbajtőrvívó.